# Parafia św. Jerzego w Nowych Sadach
Parafia świętego Jerzego – parafia greckokatolicka w Nowych Sadach, w dekanacie przemyskim archieparchii przemysko-warszawskiej. Reaktywowana w 1991 roku. Terytorialnie obejmuje gminę Fredropol (bez wsi Posada Rybotycka).